# Майк Бебкок
Майкл Бебкок молодший (англ. Michael Babcock Jr., нар. 29 квітня 1963) — колишній канадський тренер з хокею. Він провів частину вісімнадцяти сезонів як професіонал і головний тренер у Національній хокейній лізі (НХЛ). Він починав як головний тренер «Анагайм Дакс», яких привів до фіналу Кубка Стенлі 2003 року. У 2005 році Бебкок підписав контракт з «Детройт Ред Вінгз», вигравши з ними Кубок Стенлі в 2008 році та щороку допомагаючи їм виходити в плей-оф Кубка Стенлі протягом свого перебування на посаді, ставши тренером з найбільшою кількістю перемог в історії «Ред Вінгз». У 2015 році він залишив Детройт, щоб тренувати «Торонто Мейпл Ліфс», і обіймав цю посаду до 2019 року.
Бебкок народився в Манітувадж, Онтаріо, і виріс у Саскатуні, Саскачеван. Станом на листопад 2022 року він є єдиним тренером, який отримав доступ до Triple Gold Club (кубок Стенлі, титул чемпіона світу IIHF, і золота олімпійська медаль у чоловічому хокеї). Перемога з «Детройт Ред Вінгз» в Кубку Стенлі в 2008 році; привів збірну Канади до золота на чемпіонаті світу з хокею у 2004 році; золото збірної Канади на Зимових Олімпійських іграх 2010 у Ванкувері та на Зимових Олімпійських іграх 2014 у Сочі. Бебкок — єдиний тренер, який виграв шість різних національних або міжнародних титулів. На додаток до трьох різних титулів, описаних вище, він привів Канаду до золота на чемпіонаті світу з хокею 2016 року, до золота на чемпіонаті світу серед юніорів у 1997 році та команду Університету Летбріджа до Університетського кубку СНД у 1994 році. Під час тренерської роботи з 1991 по 2019 роки команди Бебкока пропускали післясезон лише чотири рази.